# Kohara Noboru
Noboru Kohara (sinh ngày 22 tháng 7 năm 1983) là một cầu thủ bóng đá người Nhật Bản.

## Sự nghiệp câu lạc bộ
Noboru Kohara đã từng chơi cho Kyoto Sanga FC và Tochigi SC.